# Cahir
Cahir (in irlandese An Cathair), che si pronuncia come la parola inglese "care", è una piccola città della contea di South Tipperary in Irlanda.
La città sorge a 15 Km a sud di Cashel sulla punta orientale delle Galtee, sulle sponde del fiume Suir.
La città è conosciuta per le rovine del suo imponente castello, il Cahir Castle.